# Yonathan Arfi
Yonathan Arfi (nacido el 14 de abril de 1980) es un director ejecutivo y activista francés. Miembro del Consejo Representativo de las Instituciones Judías de Francia (CRIF, "Consejo Representativo de las Instituciones Judías Francesas") desde 2002, fue elegido vicepresidente el 4 de febrero de 2014 y se postuló para presidente en 2022. El 26 de junio de 2022, sucedió a Francis Kalifat como presidente del CRIF. 

## Biografía
Arfi pasó su infancia en Yvelines. Fue miembro de Éclaireuses et éclaireurs israélites de France ("Guías y exploradores judíos de Francia") y obtuvo su título en HEC Paris.
De 2003 a 2005, Yonathan Arfi fue presidente de la Union des étudiants juifs de France (UEJF, "Unión de Estudiantes Judíos Franceses").
Fue miembro de la oficina ejecutiva del CRIF en 2007 y luego vicepresidente de 2014 a 2022.
Como líder de la asociación, inició una protesta contra Dieudonné.
Como vicepresidente del CRIF, adoptó una postura pública contra Marine Le Pen, condenando los grafitis antisemitas en la Universidad de París X Nanterre.
Protestó contra las declaraciones de Éric Zemmour.
Yonathan Arfi participó en la Alliance Israélite Universelle (AIU, "Alianza Universal Israelita") como miembro de la junta directiva. También fue miembro de la Oeuvre de secours aux enfants (OSE, "Sociedad de Ayuda a la Infancia").
Poco después de su elección como presidente del CRIF y tras una polémica sobre un fresco de Jacques Attali en Aviñón, denunció el preocupante aumento del antisemitismo en Francia y habló sobre la dificultad de ser judío en la sociedad francesa actual durante una entrevista con France Inter.
El 26 de junio de 2022, Yonathan Arfi fue elegido presidente del Conseil Représentatif des Institutions juives de France (CRIF, "Consejo Representativo de las Instituciones Judías Francesas") y cumplió un mandato de tres años.